# Csonkahegyhát
Csonkahegyhát è un comune dell'Ungheria di 346 abitanti (dati 2001). È situato nella contea di Zala.